# Волконский, Григорий Семёнович (1721)
Князь Григорий Семёнович Волконский (до 1673 — 1721) — стольник, воевода, военачальник армии Петра I, генерал-майор кавалерии, участник Полтавской битвы.
Рюрикович, представитель 2-й ветви княжеского рода Волконских. Сын стольника и воеводы Семёна Романовича Волконского († 1673), от второго брака. 

## Биография
Жилец (1681). Пожалован в стольники (1686-1692). Назначен воеводой в Муром (апрель 1695). Возглавил драгунский полк в чине полковника (1702), участвовал с ним в сражении при Гуммельсгофе (1702), при взятии Дерпта (1704), сражался при Гемауэртгофе (1705), участвовал во взятии Бауска (1705). Генерал-майор (1705). Участвовал в битве при Калише (1706). Его полк получил название Новгородского драгунского полка (1708), при Лесной разбил королевский обоз и побил много шведов (1708).
Генерал-майор, участвовал в Полтавской битве (1709), командуя шестью драгунскими полками, после сражения преследовал Карла XII, но был остановлен, преследовал шведов до Переволочны, за отличие в кампании награждён поместьями. При взятии Браилова был ранен. Участвовал в победе над шведами при Тавастгусте (22 сентября 1713). Его имя встречается в списках действующей армии (до 1718).
Умер († 15 августа 1721), поместья завещал 2-й жене и сыновьям.

## Семья
Женат дважды:
1. Аксинья Павловна урождённая Писарева — её отец Павел Яковлевич Писарев дал (1690) в приданое поместья в Каширском, Владимирском и Епифанском уездах.
2. Стефанида Захарьевна урождённая княжна Мещерская — в первом браке была за Иваном Афиногеновичем Шишкиным Большим, от которого имела дочь Марию, вышедшей замуж за князя Василия Степановича Волконского.

Сыновья:
- Князь Волконский Григорий Григорьевич (1691—1758).
- Князь Волконский Александр Григорьевич (1694 — ?) — флигель-адъютант (1722), поручик (1726), секунд-майор (1739), в этом же году в отставке, прислан в Герольдмейстерскую контору к штатским делам.
- Князь Волконский Николай Григорьевич (ум. 1747) — подпоручик (1735), жена Анна Ивановна урождённая княжна Щербатова.